# VI Liceum Ogólnokształcące im. Ignacego Jana Paderewskiego w Poznaniu

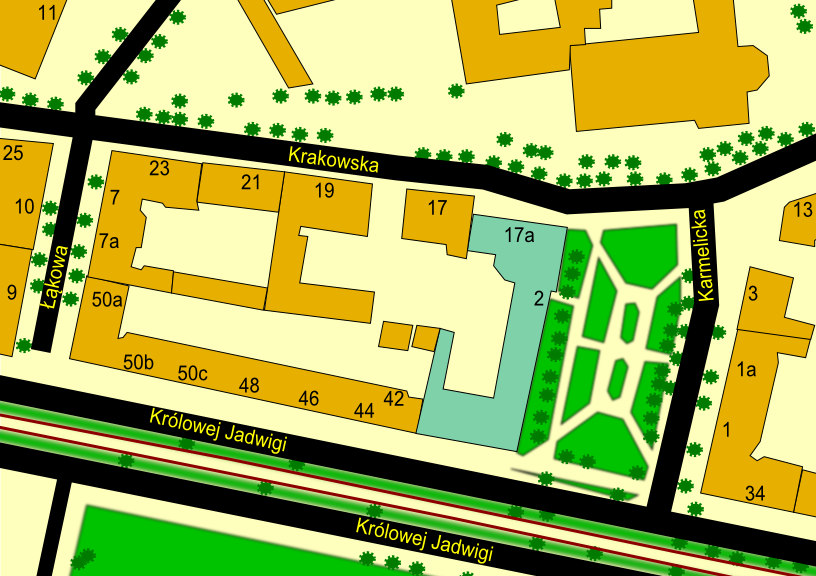
Budynek szkoły na planie najbliższych ulic

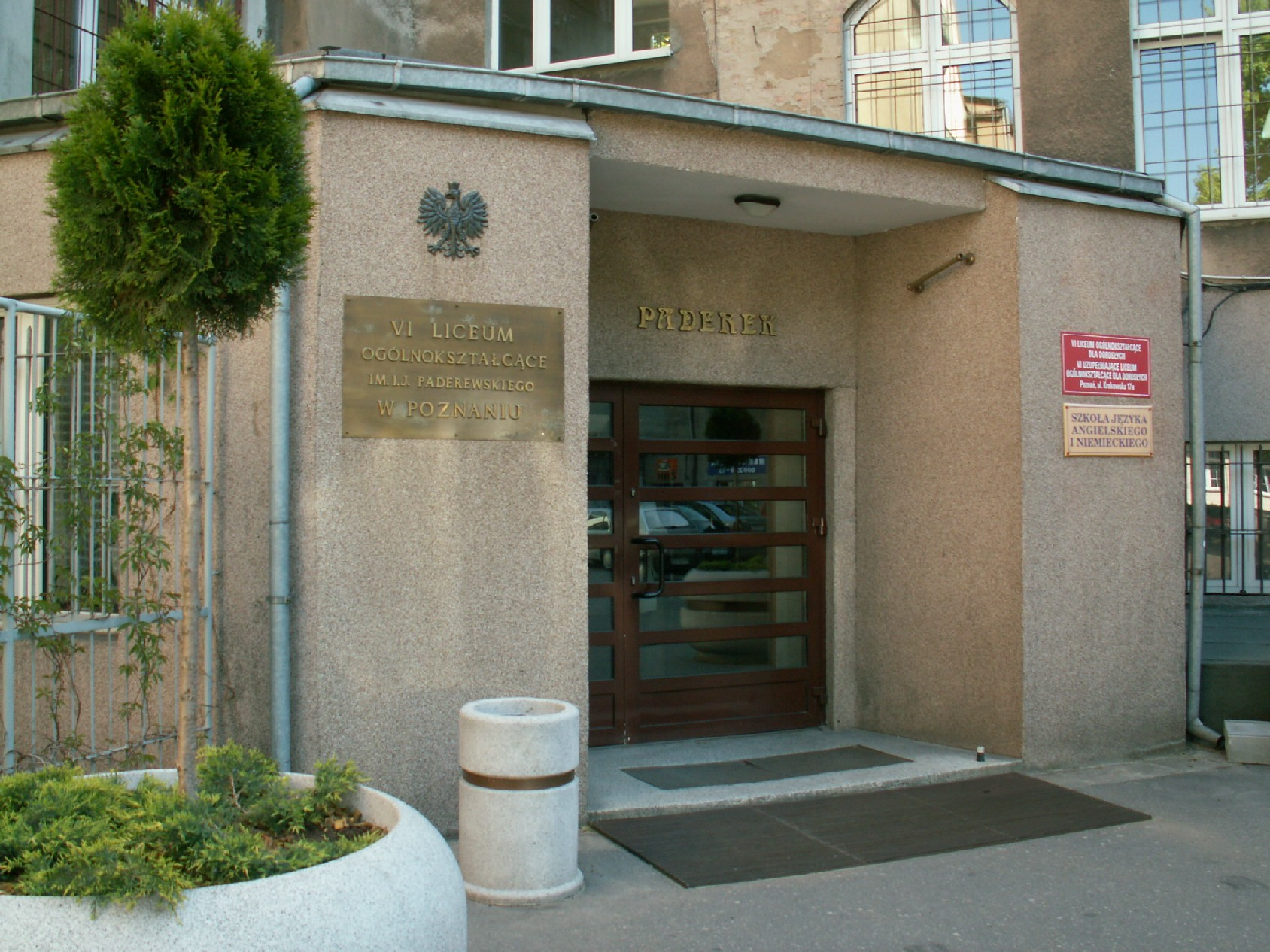
Wejście do „Paderka” od strony dziedzińca

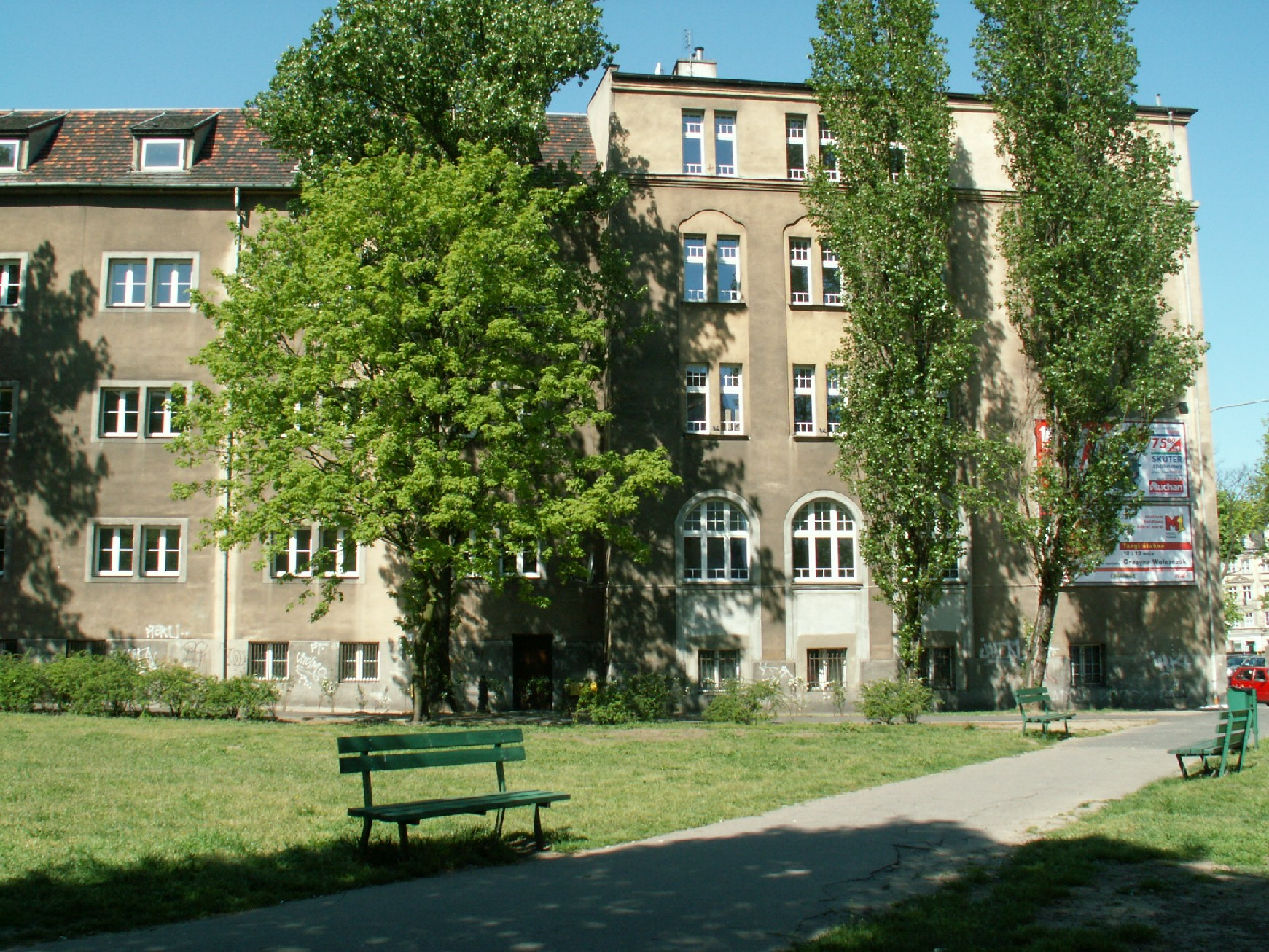
Paderek od strony ul. Karmelickiej i skweru Ryszarda Kuklińskiego w Poznaniu

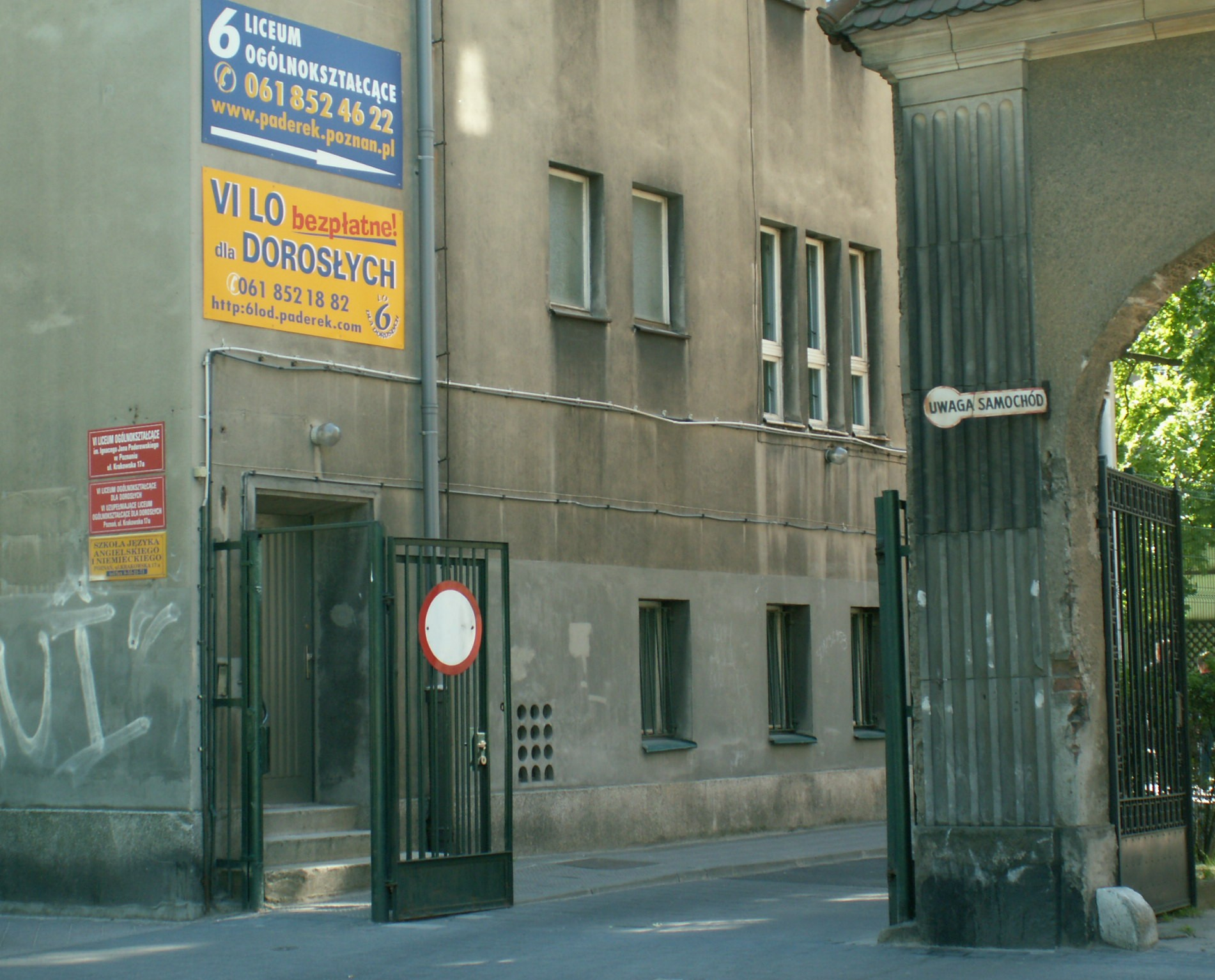
Wejście główne na ul. Krakowskiej

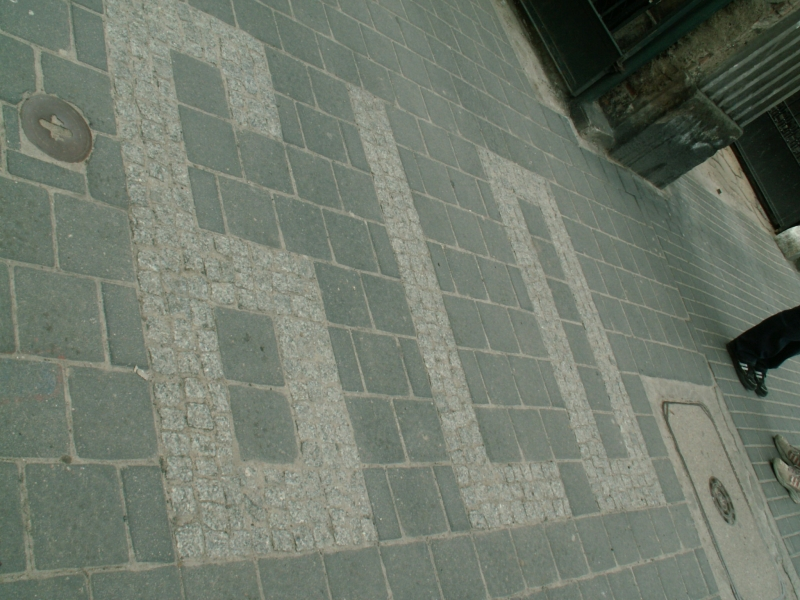
Wejście do Paderka (rok 2005)

VI Liceum Ogólnokształcące im. Ignacego Jana Paderewskiego w Poznaniu znane jako Paderek.
Jedna z najstarszych (rok założenia: 1921) i najwyżej notowanych poznańskich szkół średnich. Mieści się na Piaskach w centrum Poznania, przy ulicy Krakowskiej 17a. Dyrektorem liceum jest Karol Seifert, a wicedyrektorem Monika Ostrowska-Polak.
Uczniowie szkoły (potocznie zwani paderkowiczami lub paderewszczakami) regularnie biorą udział w charytatywnych koncertach bożonarodzeniowych, co w roku 1996 zaowocowało powstaniem chóru Canto Cantare. W szkole działa także wiele kół przedmiotowych, w których uczniowie mogą poszerzać swoje zainteresowania.

## Tradycje szkolne
Do 1956 szkoła była liceum wyłącznie męskim. Od tego czasu obowiązuje do dziś koedukacja, jednak dla podkreślenia dawnego statusu listy uczniów w dziennikach nie są układane alfabetycznie. Jako pierwsi figurują (w kolejności alfabetycznej) chłopcy, dopiero dalsze miejsca zajmują dziewczyny.
Od 1987 (z inicjatywy Michała Preislera) organizowane co roku – przeważnie w pierwszą sobotę grudnia – odbywają się Dni Patrona. Wbrew nazwie, postaci Paderewskiemu poświęcona jest tylko zwykle krótka akademia lub happening (od kilku lat jest to odegranie sceny wjazdu Paderewskiego w 1924 roku do szkoły i wygłoszenia mowy), większość zaś czasu poświęcona jest na rozrywkę. W zależności od czasów i organizatorów, część rozrywkowa odbywała się albo w formie kabaretowej, albo w postaci rywalizacji klas. Każdy dzień utrzymany jest w określonym duchu, wobec którego ustalany jest program imprezy i wystrój szkoły. Dzień Patrona jest też okazją do wręczenia nagród za różne osiągnięcia i statuetek dla zwycięzców szkolnych plebiscytów. Święto szkoły od wielu lat wieńczy tzw. playback show, podczas którego uczniowie i pracownicy szkoły prezentują przedstawienia artystyczne (wbrew nazwie, zdarzyło się kilka występów „na żywo”). Dzień Patrona jest też okazją do spotkań absolwentów szkoły.
Od 1994, w szkole wydawana jest pod redakcją polonistki Barbary Gajowej doroczna kronika „Silva Rerum”, rejestrująca najważniejsze wydarzenia z życia szkoły, okraszone licznymi fotografiami, wywiadami i artykułami o treści rozrywkowej.
Od połowy lat dziewięćdziesiątych XX wieku Krzysztof Pancewicz organizuje w sali gimnastycznej (zwanej czasem Halą Paderka) zawody piłkarskie – Turniej Coacha, które są okazją nie tylko do sportowej rywalizacji, ale i spotkań po latach. Turnieje znane są z kompleksowej organizacji, obejmującej także oprawę muzyczną, spikerkę i dekorację zwycięzców. Zawody słyną z udziału licznych drużyn absolwenckich. Zdarzały się też przypadki startu w turnieju nauczycieli i słuchaczy miejscowego liceum dla dorosłych. Turnieje organizowane są zawsze pod koniec listopada lub w pierwszej połowie grudnia (tydzień przed lub po Dniu Patrona), rozegrano też wiele edycji letnich w czerwcu. Od 2005 roku równolegle rozgrywany jest także wiosenny Turniej Króla pod patronatem króla Paderka, organizowany również przez K. Pancewicza.
Paderek słynie m.in. z tego, że wielu jego dawnych uczniów powraca na Krakowską w roli nauczycieli. Absolwentem VI LO jest także dyrektor szkoły Karol Seifert.

## Historia szkoły

### Budynek
Budynek szkoły powstał wraz z przylegającym do niego internatem w 1910 roku. W 1939 dobudowano salę gimnastyczną.

### Geneza
W 1920 z powodu przepełnienia klas w Gimnazjum im. Karola Marcinkowskiego pięć klas przeniesiono do filii szkoły w kamienicy czynszowej przy ul. Wyspiańskiego 56. Rok później doszło do fuzji jednostki z tworzącym się Gimnazjum im. ks. Piotra Wawrzyniaka. W wyniku tej operacji powstała nowa, samodzielna szkoła: Państwowe Gimnazjum na św. Łazarzu. Pierwszym dyrektorem nowej placówki został dr Roman Molenda.

### Kalendarium
- 1921 – szkoła została otwarta jako Państwowe Gimnazjum na św. Łazarzu z siedzibą w kamienicy czynszowej przy ul. Stanisława Wyspiańskiego 56[6].
- 1924 – dnia 15 marca uroczyście przyjęła imię Ignacego Jana Paderewskiego, a jej nazwę zmieniono na Państwowe Gimnazjum Męskie Humanistyczne im. Ignacego Jana Paderewskiego. Tego samego roku Paderewski odwiedził szkołę którą po swojej śmierci uwzględnił w swoim testamencie[11].
- 1930 – zmieniono lokalizację szkoły, przenosząc ją do budynku, który dziś jest Gmachem Głównym poznańskiego Uniwersytetu Ekonomicznego.
- 1937 – zmiana nazwy na Państwowe Gimnazjum i Liceum Ignacego Jana Paderewskiego. Otwarto wówczas dwie klasy gimnazjalne i dwie licealne.
- II wojna światowa (1939–1945) – szkoła oficjalnie została zamknięta. Kilku nauczycieli oraz wielu uczniów zostaje zamordowanych przez hitlerowców bądź ginie w niemieckich obozach koncentracyjnych.
- 1945 – reaktywacja szkoły pod nazwą Państwowe Gimnazjum i Liceum Męskie im. Ignacego Jana Paderewskiego i przeniesienie do aktualnie zajmowanego budynku przy ulicy Krakowskiej po dawnym niemieckim gimnazjum im. Schillera[a].
- 1949 – otwarcie testamentu I.J. Paderewskiego, w którym umieszczony został specjalny zapis „dla Rady Opiekuńczej Gimnazjum im. I.J. Paderewskiego”[11], wręczenie szkole sztandaru[12].
- 1950 – przeniesienie części grona pedagogicznego i uczniów Gimnazjum św. Marii Magdaleny z powodu likwidacji tej szkoły w wyniku prowokacji komunistycznych władz oświatowych i Urzędu Bezpieczeństwa.
- 1956 – uruchomiono pierwsze klasy żeńskie[12].
- 1962 – utworzenie filii szkoły na Żegrzu (na dzisiejszym osiedlu Orła Białego. Przenoszonej później na dzisiejsze ratajskie osiedla Jagiellońskie i Rzeczypospolitej), z której z czasem wyodrębniło się (od roku szkolnego 1963/64) X LO[13].
- 1975 – odsłonięcie tablicy poświęconej patronowi szkoły, I.J. Paderewskiemu.
- 1980 – aula szkolna staje się miejscem spotkań nauczycielskiej „Solidarności” z całego Regionu „Poznań”.
- 1981–1989 – protesty uczniów w związku ze stanem wojennym, trwające także po jego formalnym zniesieniu („ciche przerwy”, kolportaż ulotek i prasy bezdebitowej, okresowo wydawanie razem z V L.O. czasopism pt. „V – Wiadomości 5 i 6 Liceum Ogólnokształcącego” oraz „Świadectwo”). Działalność uczniów w SKOS-ach i innych organizacjach konspiracyjnych.
- 1985–1988 – nauczyciel VI LO Andrzej Ptasiński pełnił funkcję zwierzchnika nauczycieli przysposobienia obronnego na terenie województwa poznańskiego; w tym czasie przeforsował w skali ogólnopolskiej likwidację ćwiczeń strzelania do figur bojowych na rzecz strzelectwa sportowego.
- 1986 – uruchomienie pierwszej pracowni informatycznej.
- 1987 – odsłonięcie tablicy pamiątkowej „Absolwenci – Absolwentom”, ufundowanej przez absolwentów matury 1956 (projektantem był Zygmunt Wujek)[14].
- 1991 – założenie Fundacji im. I.J. Paderewskiego „Paderewszczacy-Paderewszczakom”.
- 1995 – szkołę przyjęto do zrzeszenia szkół UNESCO.
- 2006 – wydanie pod redakcją Barbary Gajowej książki o historii VI Liceum Ogólnokształcącego.
- 2022 – uroczyste obchody jubileuszu 100-lecia szkoły (2021)[15][b].
- 2023 – odwiedziny arcybiskupa Utrechtu, Willema Jacobusa Eijka[16][17].

### Poczet dyrektorów
- 1921–1931 – Roman Molenda[18]
- 1931–1932 – wakat
- 1932–1933 – Kazimierz Mikusiński
- 1933–1939 – Jan Biliński
- 1939–1945 – wakat
- 1945–1947 – Kazimierz Hołejko
- 1947–1949 – Wacław Szyguła
- 1949–1963 – Marian Dohnal
- 1963–1965 – Mieczysław Głowiński
- 1965–1982 – Eugeniusz Sokołowski
- 1982–1990 – Zbigniew Drygalski
- 1990–2002 – Anna Petlińska
- od 2002 – Karol Seifert[19][1]

## Miejsce w rankingach
Miejsca w rankingu liceów sporządzanym przez portal WaszaEdukacja.pl:
- 2022 - 8. miejsce w Poznaniu[20]
- 2021 - 10. miejsce w Poznaniu[21]
- 2020 - 7. miejsce w Poznaniu[22]
- 2019 - 8. miejsce w Poznaniu[23]
- 2018 - 8. miejsce w Poznaniu[24]
- 2017 - 6. miejsce w Poznaniu[25]

## Osiągnięcia
- Od 2002 przez kolejne trzy lata VI Liceum Ogólnokształcące zajmowało pierwsze miejsce w Lidze liceów prowadzonej przez Gazetę Wyborczą i Wyższą Szkołę Bankową. Paderek po rocznej przerwie ponownie triumfował w Lidze w roku 2006 oraz w 2007.
- W 2003 uczniowie Paderka pod opieką Marka Gubańskiego pobili rekord świata na najdłuższą lekcję trwającą 56 h, trafiając tym samym do Księgi rekordów Guinnessa.
- Szkoła wielokrotnie zdobywała pierwsze miejsce we Współzawodnictwie Sportowym Szkół Ponadgimnazjalnych Miasta Poznania.
- W 2004 w międzyszkolnym plebiscycie poznańskiej redakcji Gazety Wyborczej „Nauczyciel Idealny” we wszystkich kategoriach zwyciężyli nauczyciele z VI LO. Wicedyrektor Andrzej Ptasiński wygrał w trzech kategoriach: „ogólnej” (średnia 5,81680, „zaciekawienie lekcją” (5,8317) i „skuteczne nauczanie” (5,8119); w kategorii „poczucie humoru” triumfował Grzegorz Kotłowski (5,9583), a w „współczynnik człowieczeństwa” ks. Tomasz Górny (5,9832). Nauczycieli oceniano w skali 1-6, a klasyfikację ustalano według średnich statystycznych.
- Nauczyciel historii Marian Fik otrzymał nagrodę honorową „Świadek Historii”[26], m.in. za rozpowszechnianie wiedzy historycznej wśród młodzieży, organizację Marszów Pamięci polskiej młodzieży do Katynia, wdrożenie i prowadzenie lekcji historii według własnego autorskiego programu[27].

## Znani absolwenci
- 1989 - Krzysztof Banaszyk - (1970-2024) - polski aktor teatralny, filmowy, telewizyjny i dubbingowy, także lektor
- 1990 - Agata Jakubowska (ur. 1972) - polska krytyczka i historyczka sztuki, kuratorka wystaw i feministka; od 2024 profesorka nauk humanistycznych

- 1990 - Izabela Kowalczyk (ur. 1971) - historyczka sztuki, profesorka nadzwyczajna na Uniwersytecie Artystycznym w Poznaniu
- 1927 – Karol Marian Pospieszalski (1909–2007) – prawnik i historyk[8]
- 1930 – Janusz Makowski (1912–1972) – dziennikarz i katolicki działacz polityczny, poseł na Sejm PRL III, IV i V kadencji (1961–1972)
- 1931 – Gwidon Miklaszewski (1912–1999) – rysownik, autor ilustracji książkowych[8]
- 1932 – Egon Naganowski (1913–2000) – krytyk literacki, eseista i tłumacz literatury[8]
- 1937 – Witold Pic (1918–1944) – oficer Polskich Sił Zbrojnych na Zachodzie i Armii Krajowej, podporucznik artylerii, cichociemny[8]
- 1937 – Hieronim Hurnik (1919–2016) – astronom, profesor zwyczajny, wieloletni kierownik Obserwatorium Astronomicznego UAM w Poznaniu
- 1938 – Kazimierz Łukomski (1920–1992) – żołnierz, działacz kombatancki i polonijny, wiceprezes Kongresu Polonii Amerykańskiej[8]
- 1939 – Mieczysław Tomaszewski (1921–2019) – polski muzykolog, teoretyk, estetyk muzyki, profesor i doktor honoris causa Akademii Muzycznej w Krakowie
- 1939 – Jerzy Kusiak (1921–2013) – polityk, I sekretarz komitetów wojewódzkich PZPR w Kaliszu i Poznaniu
- 1939 – Stefan Górski (1922–1948) – cichociemny[8]
- 1939 – Andrzej Wlekliński (1922–1948) – ślusarz, stracony 25 września 1948 w więzieniu mokotowskim w Warszawie
- do 1939 – Andrzej Koszewski (1922–2015) – kompozytor, teoretyk muzyki i muzykolog, profesor Akademii Muzycznej w Poznaniu[8]
- do 1939 – Tadeusz Sobolewicz (1923–2015) – żołnierz Związku Walki Zbrojnej, więzień Auschwitz i KW Buchenwald, działacz na rzecz pojednania polsko-niemieckiego[8]
- 1952 – Andrzej Wituski (ur. 1932) – prezydent Poznania (1982–1990)[28]
- 1952 – Zdzisław Krysiński (1934–2017) – lekarz stomatolog, profesor Uniwersytetu Medycznego w Poznaniu
- 1959 – Jerzy Mastyński (1941–2018) – ichtiolog, profesor zwyczajny
- 1964 – Lech Raczak (1946–2020) – reżyser teatralny, współzałożyciel Teatru Ósmego Dnia, dyrektor artystyczny Malta Festival Poznań[29]
- 1971 – Piotr Chruszczyński (1952–2002) – prawnik, działacz Solidarności i dyplomata[8]
- 1980 – Przemysław Alexandrowicz (ur. 1961) – senator RP, przewodniczący Rady Miasta Poznania
- 1992  – Radosław Nawrot (ur. 1973) – dziennikarz specjalizujący się w tematyce sportowej i przyrodniczej, prawnik
- 2000 – Szymon Szynkowski vel Sęk (ur. 1982) – radny miasta Poznania, poseł na Sejm VIII i IX kadencji, wiceminister spraw zagranicznych